# Friedrich Bernhard Adam Groß
Friedrich Bernhard Adam Groß, ab 1836 von Groß, (* 4. Juli 1783 in Stuttgart; † 26. September 1861 ebenda) war ein deutscher Architekt und württembergischer Oberbaurat sowie Referent, der u. a. Gebäude im sogenannten Kameralamtsstil (Zweckbau nach staatlichen Vorgaben) entwarf.

## Leben
Die Eltern von Friedrich Groß waren Johann Adam Groß (1750–1817) und die von ihm am 2. Juni 1744 in Winnenden geheiratete Johanna Elisabeth Groß, geborene Holderer. Sein jüngerer Bruder Georg Wilhelm Adam Groß (1790–1852) war zeitweise als Kreisbaurat in Ulm tätig.
Nach dem Besuch der Hohen Carlsschule besuchte er das Stuttgarter Polytechnikum, um nach seinem Architekturstudium 1808 in den Staatsdienst zu treten. Nach seiner Tätigkeit in den Landvogteien Rottenburg und Schwarzwald mit Stuttgart wechselte er ab 1818 in das Finanzministerium, wo er später als Oberbaurat und Referent tätig war. Friedrich Groß war Erbauer Württembergischer Kirchen im so genannten Kameralamtsstil, wie zum Beispiel in Oberesslingen und in Steinenbronn.
1827 nahm Carl Beisbarth sen. eine Assistentenstelle in seinem Büro an. Parallel unterhielt Friedrich Groß eine private Bauschule.
Karl Friedrich Alexander von Württemberg verlieh ihm 1836 das Kommenturkreuz des Ordens der Württembergischen Krone, das mit dem Personaladel verbunden war.
Friedrich Groß war mit Marie Weitbrecht geb. Zimmermann (1796–1877), der Witwe des Bildhauers Conrad Weitbrecht verheiratet, der 1836 gestorben war.

## Bauten und Entwürfe

### Wohn- und Geschäftshäuser
- Wohnhaus für J. F. Schill an der Friedrichstraße 16 in Stuttgart[3]
- Wohn- und Geschäftshaus für die Kunsthandlung Ebner an der Königstraße 17 in Stuttgart[4]
- Wohnhaus für den Baron Röder an der Friedrichstraße 3 in Stuttgart
- Wohnhaus für Dr. med. Renz in der Sophienstraße 37 in Stuttgart
- Städtisches Wohngebäude in der Hauptstätterstraße 74 in Stuttgart

(Alle Gebäude wurden im Zweiten Weltkrieg zerstört.)

### Profan- und Sakralbauten
- 1811/12: St. Mauritius Bochingen

- 1827–1830: Evangelische Lutherkirche[6] in Rommelsbach
- 1828: Martinskirche Oberesslingen, Kameralamtsstil
- 1833–1838: Kanzleigebäude in Stuttgart
- 1836–1837: Rathaus in Möhringen an der Maierstraße 1 (gemeinsam mit Wilhelm Zaiser aus Degerloch)[7]
- 1837–1839: Kirche Sulzgries in Sulzgries gemeinsam mit Bauinspektor Beckh, Kameralamtsstil
- 1838–1839: Evangelische Martinskirche in Steinenbronn, Kameralamtsstil
- 1838–1843: Museum der bildenden Künste in Stuttgart
- 1842–1843: Münze in Stuttgart[8]